# لا شابيل بيش (أورن)
لا شابيل بيش هي بلدية في أورن في شمال غرب فرنسا.